# Estação Huinca
A Estação Huinca é uma das estações do Biotrén, situada em Coronel, entre a Estação Los Canelos e a Estação Cristo Redentor. Administrada pela Ferrocarriles del Sur (FESUR), faz parte da Linha 2.
Foi inaugurada em 29 de fevereiro de 2016. Localiza-se no cruzamento da Avenida Manuel Montt com a Rua Dos Ote. Atende o setor de Lagunillas 3.